# Kong Ludvigøyane
Les Kong Ludvigøyane (littéralement : les îles du Roi Louis) forment un archipel inhabité de Norvège, dans le Sud-Est du Svalbard, appartenant à l'archipel plus large des Tusenøyane.

## Géographie
L'archipel est formé de plusieurs îles et de rochers dont la plupart ne sont pas nommés, tout comme le sont d'ailleurs les points culminants de chacune des îles de l'archipel.
Les différents îles et rochers formant les Kong Ludvigøyane sont, en allant du nord-ouest au sud-est :
- Russeholmane, qui est un ensemble de trois îlots[1]
- Ækongen
- Midtgarden, qui est un ensemble d'une douzaine d'îlots situé entre Ækongen et Arendtsøya.
- Arendtsøya
- Berentineøya
- Bruhnsøya

ainsi que les îlots Utsira situé à 3 km au sud-est de l'archipel et Tufsen situé à 4 km au sud-est de l'archipel.

## Histoire
L'archipel doit son nom en hommage au roi Louis II de Bavière.
L'archipel a été visité en 1870 par l'explorateur allemand Theodor von Heuglin.